# ハンネン・スワッファー
ハンネン・スワッハー（英名:Hannen Swaffer, 1879年11月1日 - 1962年1月16日）は、イギリスのジャーナリスト。
モーリス・バーバネルを霊媒とした「シルバーバーチ」の霊言に注目。「ハンネン・スワッハー・ホームサークル」を主宰し、自宅で交霊会を開き、霊言を記録するよう手配した。また、人脈を活かして各界の著名人をサークルに招待した。
スワッハーは常に明晰かつ飾らないスタイルで文章を書いた。また、どんなことも（教皇のように）重々しく話す癖のため―彼を深く満足させたことに―「The Pope of Fleet Street フリート街の法王」と呼ばれたという。毒舌と率直で辛辣な批評家として有名だった。

## 年譜
- 1879年　11月1日サセックス州リンドフィールドに生まれる。

辛辣な批評のため、18歳で地元の劇場から出入り禁止にされる。後にはロンドンのイーストエンド（中央部西よりの地域）にある41の劇場のうち、12箇所で出入り禁止になったことを誇った。
- 1902年　「デイリー・メール」に入社、Alfred Harmsworth（後のノースクリッフ卿）のもとで10年働く。

ノースクリッフ卿は外見からスワッファーを「詩人」と呼んだという。
スワッファーはしばらく日曜紙「ウィークリー・ディスパッチ」の編集者をつとめた後、女性紙として刊行され、まったく売れていなかった「デイリー・ミラー」紙を、絵と写真を多用した新聞へと方向転換させ、成功させるのに一役買った。
- 1922年　ノースクリッフ卿他界。
- 1924年　「サンデー・タイムズ」紙の「プレイス・アンド・プレイヤー」欄担当後、数ヶ月間「ピープル」紙の編集者となる。
- 1925年　物理霊媒George Valiantineの交霊会に出席し、直接談話現象でノースクリッフ卿の声を聞く。その話の内容が二人しか知り得ないものであったため、死後存続を確信。「Northcliffe's Return ノースクリッフの帰還」出版。
- 1926年　「デイリー・エクスプレス」の演劇評論家となる。

この地位で彼は、彼の辛辣な率直さを目一杯楽しんだ。演劇界と出版界の「行き過ぎた米国風」だと見なしたものに対してキャンペーンを張ったため、ある米国女優に「米国の代表として」平手打ちされたこともある。
- 1929年　「Adventures With Inspiration」「Really Behind The Scenes」「Hannen Swaffer's Who's Who」出版。
- 1930年　ハンネン・スワッファー・ホームサークル発足。
- 1931年　「デイリー・ヘラルド」に入社。社会主義など多くの主義主張を援護した。
- 1932年　「サイキック・ニュース」創刊に協力。
- 1934年　「When Men Talk Truth..」出版。
- 1944年　ヘレン・ダンカン逮捕に対してメディアでキャンペーンを展開。
- 1945年　「My Greatest Story」出版。
- 1946年　「My Talks With The Dead」「What Would Nelson Do?」出版。
- 1947年　「Stranger Than Truth」出版。
- 1962年　1月19日他界。

## 参考
- Alfred Harmsworth
- The Mediumship of George Valiantine
- Portrait of Hannen Swaffer
- 「シルバーバーチの霊訓」1「まえがき」P9～
- 「シルバーバーチの霊訓」7「悲劇の霊媒ヘレン・ダンカン」P226～